# داني فاكا
داني فاكا هو لاعب كرة قدم إكوادوري في مركز الهجوم، ولد في 12 مايو 1990 في كيتو في الإكوادور. لعب مع إل. دي. يو. كيتو ونادي أوكاس.

## وصلات خارجية
- داني فاكا على موقع الاتحاد الدولي (مؤرشف)  (الإنجليزية)
- داني فاكا على موقع قاعدة بيانات كرة القدم.إي يو (الإنجليزية)